# Urodexiomima uramyoides
Urodexiomima uramyoides là một loài ruồi trong họ Tachinidae.